# Ford Flex
El Ford Flex es un vehículo utilitario crossover de tamaño completo (CUV) es fabricado por la Ford Motor Company. Su diseño se basa en el concepto de Ford Fairlane presentado en el North American International Auto Show 2005 de Detroit, MI. El vehículo de producción hizo su debut en el 2007 New York International Auto Show. Las ventas del Flex se iniciaron en el verano de 2008 como modelo 2009. El Flex se produce en la misma línea de montaje como el Ford Edge y CUV Lincoln MKX de tamaño medio en la planta de montaje de Oakville en Oakville, Ontario, donde el primer Flex fue conducido fuera de la línea a principios de junio de 2008. El Flex reemplazan el crossover Ford Freestyle y continuaron como el segundo CUV a incluirá tanto minivan y propiedades de SUV, aunque no es un monovolumen adecuada. Además, el Flex también sustituyó el parecido Ford Taurus X, la variante station wagon del Ford Taurus que fue descontinuado. El Flex sólo se vende en los Estados Unidos, en Canadá y en el Medio Oriente. El Ford Flex comparte plataforma con el 2011-presente Ford Explorer y el Lincoln MKT. El Flex, Explorer y MKT todos tienen una capacidad para siete personas.

## Características del Flex

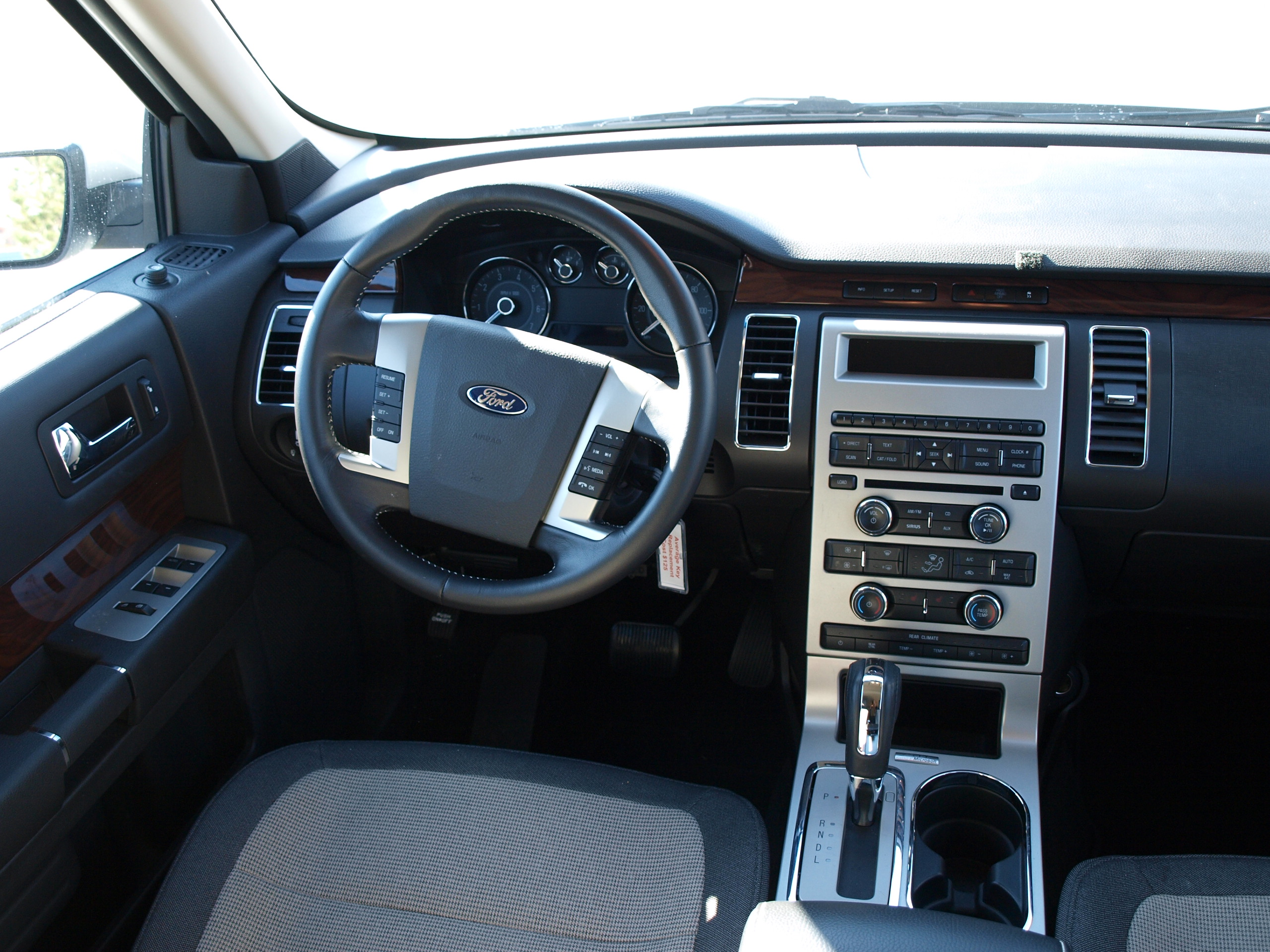
Interior del Ford Flex.

### Exterior
El Flex cuenta con un cromado en la parrilla horizontal. Las ventanas y pilares se pueden observar oscurecidas, y el techo está disponible en colores como blanco, plata, o el mismo color que el resto del cuerpo. El 2009MY SEL (opcional) y Limited modelos (estándar) ofrecen LED luces traseras y los faros bixenon, y un "sin tapón" Este sistema de alimentación sin la puerta de combustible tradicional y la tapa, que proporciona al Flex un mejor sellado para reducir las emisiones de evaporación del tanque de combustible. Para 2010MY, los faros bixenón y luces traseras LED ya no está disponible en el SEL fueron y permanecieron estándar en el Limited. Las ruedas estándar son de 17 pulgadas (430 mm) de diámetro (SE), 18 pulgadas (460 mm) de diámetro (SEL), 19 pulgadas (480 mm) de diámetro (Limited) y 20 pulgadas (510 mm) de diámetro versiones disponibles en el Limited o SEL con EcoBoost.
El Flex cuenta con una serie de ranuras horizontales en su lado y los paneles traseros, destinados para evocar una mirada Woodie sin el uso de madera simulada. Car Design News dijo que las referencias de estilo "una época anterior, sin recurrir a las señales obvias de estilo retro.

### Interior
El 2009 Ford Flex incluye asientos para siete pasajeros, incluyendo reposapiés ajustables y removibles para los pasajeros de la segunda fila. La segunda y la tercera fila de asientos se pliegan en plano dentro del piso. El vehículo incluye un interior opcional "mini-nevera" exclusivo en su clase refrigerador en la consola central montada entre los asientos de la segunda fila. Un sistema de comunicaciones y entretenimiento activado por voz, llamado Ford Sync, integra las funciones de los teléfonos celulares, radio por satélite Sirius, discos compactos, DVD y otros reproductores multimedia, sistemas de navegación, y fue desarrollado en colaboración con Microsoft. El interior está iluminado con programable iluminación ambiental, disponible en siete colores, además de una multi-panel de Vista Roof, similar a la de la Ford Edge. El sistema de navegación se ha construido en un disco duro para la música y la imagen de almacenamiento.

### Motores del Ford Flex
El Ford Flex es propulsado por dos motores V6 diferentes. El Flex 3.5 L (213 cu in) motor Duratec V6 que produce 262 caballos de fuerza (195 kW) y 248 libras · pie (336 N · m), y se empareja con una transmisión automática de 6 velocidades.
Una versión de doble turbo de inyección directa EcoBoost estuvo disponible para el modelo 2010. El EcoBoost que produce 355 caballos de fuerza (265 kW) y 350 libras pies (470 N · m) de torque. Según Ford, los turbocompresores del motor están diseñados para durar 150.000 millas (240.000 kilómetros) o 10 años. Se requiere [12] AWD con la opción del motor EcoBoost. La capacidad de remolque es de 4.500 libras (2.000 kg). El sistema de tracción en las cuatro ruedas es capaz de transferir hasta el 100% del par al eje delantero o trasero, según sea necesario.

### Chasis
El Flex incluye un sistema de suspensión trasera independiente. Está construido sobre la plataforma de Ford D4, una versión rediseñado y ampliado de la plataforma de Ford D3 que se basa el 2005-2007 Quinientos / Freestyle, 2008-2009 Tauro / Taurus X, Lincoln MKS 2009 y 2010 Ford Taurus. Este chasis fue a su vez basado en la plataforma Volvo P2. El Ford Flex comparte el mismo chasis que el 2011/12 Ford Explorer.

### Active Park Assist
Presentado en el Flex es Active Park de Ford System, que encuentra y mide una plaza de aparcamiento adecuada Assistente, entonces opera el volante para realizar la tarea de estacionamiento en paralelo. Esta función utiliza el software de control de la Dirección de Energía Eléctrica (EPS) en respuesta a los insumos proporcionados por los sensores ultrasónicos. Un sistema basado en cámaras que compiten de Lexus toma tres veces más tiempo. A partir del modelo 2012, el asistente de aparcamiento sólo está disponible con los modelos que vienen equipados con el motor Ecoboost.